# Локомотиви БДЖ серия 07.000
Първите локомотиви от серия 07 са доставени и пуснати в експлоатация в България в началото на 1972 г. като доставката им се предшества от няколкогодишно проучване от страна на дирекцията на БДЖ на съветския дизелов локомотив М62, който е проектиран за средноевропейския габарит и се доставя в Германия и Унгария. Локомотивите в БДЖ получават номера от 07.01 до 07.90. Съществува и още един екземпляр – 07 – 91, възстановен от закупените от чешките железници два локомотива T679.2001 и T679.2002 от същия тип.
Серия 07.000 са дизел-електрически локомотиви с мощност 3000 к.с. (2250 kW) Строени са в локомотивостроителните заводи в Коломна (двигателите) и Луганск (Ворошиловград, Украинска ССР) и имат съветско означение ТЭ109. Разликата между различните модификации локомотиви за БДЖ и DB е в предавателното число на редукторите и наличието на генератор за отопление на пътнически влакове. В Германия се срещат локомотиви с преводно число на колоосните редуктори за скорости 120 км/час и 140 км/час. Освен това при последните локомотиви е монтиран фабрично генератор за отопление на пътнически влакове. Тези локомотиви носят серия 234 в DB. Българските локомотиви нямат генератор за влаково електрическо отопление, а преводното число на редукторите е за максимална скорост 100 км/час.
Дизеловият двигател на локомотивите е „V“-образен, 16-цилиндров и носи означение 16ЧН26/26, като се предлага обединен с генератор за променлив ток (дизелгенераторна група 5Д49). Произведената електроенергия от генератора се подава към два токоизправителни моста, чрез които променливия електрически ток се преобразува в прав електрически ток и след това бива подаден към 6-те тягови двигателя, монтирани на 2-те талиги. Окачването на ТД (Тягови Двигатели) е опорно – осово. Двете триосни талиги са с едностепенно окачване (само буксово).
Локомотивите серия 07 и до момента остават най-мощните дизелови локомотиви на БДЖ. Предназначени са за магистрална пътническа и товарна служба. Тъй като първоначално фабрично нямат възможност за подаване на електрическо отопление към пътнически вагони, понастоящем на няколко локомотива: 07 006.0, 07 011.0, 07 023.5, 07 024.3 и 07 026.8 е монтирано устройство, с помощта на което е възможно това. Тези локомотиви получават подсерия 100. Другият вариант за возене на пътнически и бързи влакове, като през отоплителния сезон към влака се включва и дизелов вагонотоплител.

## Експлоатационни и фабрични данни за локомотивите[1]
| В експлоатация                           |
| Спрян от експлоатация; бракуван; нарязан |
| В ремонт (ГПР; ПР)                       |
| Продаден                                 |

| Експлоатационен номер | Експлоатационен номер | Експлоатационен номер | Експлоатационен номер | Луганский тепловозостроительный завод фабр. №/година | Бележки |
| доставен              | от 1988 г.            | към 2001 г.           | след 2012 г.          | Луганский тепловозостроительный завод фабр. №/година | Бележки |
| --------------------- | --------------------- | --------------------- | --------------------- | ---------------------------------------------------- | --- |
| 07 – 01               | 07 001.1              | 07 001.1              | 92 52 0007 001 – 7    | 0057/1971                                            | |
| 07 – 02               | 07 002.9              | 07 002.9              |                       | 0058/1971                                            | Бракуван, намира се в г. „Асеново“ |
| 07 – 03               | 07 003.7              | 07 003.7              | –                     | 0059/1971                                            | Бракуван 2005 г., намира се в Г. Оряховица |
| 07 – 04               | 07 004.5              | 07 004.5              |                       | 0060/1971                                            | Бракуван |
| 07 – 05               | 07 005.2              | 07 005.2              |                       | 0061/1971                                            | Бракуван, намира се в Г. Оряховица |
| 07 – 06               | 07 006.0              | 07 106.8              | 92 52 0007 106 – 4    | 0062/1971                                            | Модернизиран 2003 г. БДЖ ПП-Г. Оряховица |
| 07 – 07               | 07 007.8              | 07 007.8              | –                     | 0063/1971                                            | Бракуван 2004 г. |
| 07 – 08               | 07 008.6              | 07 008.6              | –                     | 0064/1971                                            | Бракуван 2004 г., намира се в Димитровград |
| 07 – 09               | 07 009.4              | 07 009.4              |                       | 0065/1971                                            | Бракуван |
| 07 – 10               | 07 010.2              | 07 010.2              | –                     | 0066/1971                                            | Бракуван 2002 г. |
| 07 – 11               | 07 011.0              | 07 111.8              | 92 52 0007 111 – 4    | 0067/1972                                            | Модернизиран 2003 г. БДЖ ПП-Г. Оряховица |
| 07 – 12               | 07 012.8              | 07 012.8              |                       | 0068/1972                                            | Бракуван |
| 07 – 13               | 07 013.6              | 07 013.6              |                       | 0069/1972                                            | Бракуван |
| 07 – 14               | 07 014.4              | 07 014.4              |                       | 0070/1972                                            | Бракуван |
| 07 – 15               | 07 015.1              | –                     | –                     | 0071/1972                                            | Бракуван 1997 г. |
| 07 – 16               | 07 016.9              | 07 016.9              | 92 51 3 640 058 – 5   | 0072/1972                                            | Бракуван 2012 г., продаден на „Depol“ sp. z o.o., Bydgoszcz, Полша, Челно с № BR232 281, действащ                                                                               |
| 07 – 17               | 07 017.7              | 07 017.7              |                       | 0073/1972                                            | Бракуван и нарязан |
| 07 – 18               | 07 018.5              | 07 018.5              |                       | 0074/1972                                            | Бракуван |
| 07 – 19               | 07 019.3              | 07 019.3              |                       | 0075/1972                                            | Бракуван |
| 07 – 20               | 07 020.1              | 07 020.1              | 92 52 0007 020 – 7    | 0077/1972                                            | продаден на PIMK Rail, 2019 г. |
| 07 – 21               | 07 021.9              | –                     | –                     | 0130/1973                                            | Бракуван 2000 г. |
| 07 – 22               | 07 022.7              | 07 022.7              |                       | 0131/1973                                            | Бракуван |
| 07 – 23               | 07 023.5              | 07 123.3              | 92 52 0007 123 – 9    | 0132/1973                                            | Модернизиран 2001 г. |
| 07 – 24               | 07 024.3              | 07 124.1              | 92 52 0007 124 – 7    | 0133/1973                                            | Модернизиран 2002 г. БДЖ ПП-Г. Оряховица |
| 07 – 25               | 07 025.0              | 07 025.0              | –                     | 0134/1973                                            | Бракуван 2002 г. |
| 07 – 26               | 07 026.8              | 07 126.6              | 92 52 0007 126 – 2    | 0135/1973                                            | Модернизиран 2005 г. БДЖ ПП-Г. Оряховица |
| 07 – 27               | 07 027.6              | 07 027.6              |                       | 0136/1973                                            | Бракуван |
| 07 – 28               | 07 028.4              | 07 028.4              |                       | 0137/1973                                            | Бракуван |
| 07 – 29               | 07 029.2              | 07 029.2              |                       | 0140/1973                                            | Бракуван |
| 07 – 30               | 07 030.0              | 07 030.0              |                       | 0139/1973                                            | Бракуван и нарязан |
| 07 – 31               | 07 031.8              | 07 031.8              | –                     | 0266/1974                                            | Бракуван 2010 г. |
| 07 – 32               | 07 032.6              | 07 032.6              | 92 52 0007 032 – 2    | 0267/1974                                            | БДЖ ПП-Г. Оряховица. Спрян от движение |
| 07 – 33               | 07 033.4              | 07 033.4              |                       | 0268/1974                                            | Бракуван |
| 07 – 34               | 07 034.2              | 07 034.2              |                       | 0269/1974                                            | Бракуван |
| 07 – 35               | 07 035.9              | 07 035.9              |                       | 0270/1974                                            | Бракуван |
| 07 – 36               | 07 036.7              | 07 036.7              |                       | 0271/1974                                            | Бракуван |
| 07 – 37               | 07 037.5              | 07 037.5              |                       | 0272/1974                                            | Бракуван |
| 07 – 38               | 07 038.3              | 07 038.3              |                       | 0273/1974                                            | Бракуван и нарязан |
| 07 – 39               | 07 039.1              | 07 039.1              |                       | 0274/1974                                            | Бракуван |
| 07 – 40               | 07 040.9              | 07 040.9              | 92 52 0007 040 – 5    | 0275/1974                                            | БДЖ ТП-Русе |
| 07 – 41               | 07 041.7              | –                     | –                     | 0276/1974                                            | Бракуван 1996 г. |
| 07 – 42               | 07 042.5              | 07 042.5              | 92 52 0007 042 – 1    | 0277/1974                                            | Спрян от движение. БДЖ ТП-Русе |
| 07 – 43               | 07 043.3              | 07 043.3              |                       | 0278/1974                                            | Бракуван |
| 07 – 44               | 07 044.1              | 07 044.1              |                       | 0279/1974                                            | Бракуван |
| 07 – 45               | 07 045.8              | 07 045.8              |                       | 0280/1974                                            | Бракуван |
| 07 – 46               | 07 046.6              | 07 046.6              | 92 51 3 640 064 – 3   | 0281/1974                                            | Бракуван 2012 г., продаден на „Depol“ sp. z o.o., Bydgoszcz, Полша, действащ с № BR 232 561                                                                                     |
| 07 – 47               | 07 047.4              | 07 047.4              | 92 52 0007 047 – 0    | 0282/1974                                            | БДЖ ТП-Русе |
| 07 – 48               | 07 048.2              | 07 048.2              | 92 52 0007 048 – 8    | 0283/1974                                            | Спрян от движение. БДЖ ТП-Русе |
| 07 – 49               | 07 049.0              | 07 049.0              | 92 52 0007 049 – 6    | 0284/1974                                            | Спрян от движение. БДЖ ТП-Русе |
| 07 – 50               | 07 050.8              | 07 050.8              | 92 52 0007 050 – 4    | 0285/1974                                            | БДЖ ТП-Русе |
| 07 – 51               | 07 051.6              | 07 051.6              |                       | 0286/1974                                            | Бракуван |
| 07 – 52               | 07 052.4              | 07 052.4              |                       | 0287/1974                                            | Бракуван |
| 07 – 53               | 07 053.2              | 07 053.2              | 92 52 0007 053 – 8    | 0288/1974                                            | Спрян от движение. БДЖ ТП-Русе |
| 07 – 54               | 07 054.0              | 07 054.0              |                       | 0289/1974                                            | Бракуван |
| 07 – 55               | 07 055.7              | 07 055.7              | 92 51 3 640 059 – 3   | 0290/1974                                            | Бракуван 2012 г., продаден на „Depol“ sp. z o.o., Bydgoszcz, Полша, Челно с № BR232 290. за кратко с № № BR232 154-5 и 232 281                                                  |
| 07 – 56               | 07 056.5              | 07 056.5              |                       | 0557/1976                                            | Бракуван |
| 07 – 57               | 07 057.3              | –                     | –                     | 0558/1976                                            | Бракуван 1994 г. |
| 07 – 58               | 07 058.1              | 07 058.1              |                       | 0559/1976                                            | Бракуван |
| 07 – 59               | 07 059.9              | 07 059.9              | 92 52 0007 059 – 5    | 0560/1976                                            | БДЖ ТП-Русе |
| 07 – 60               | 07 060.7              | 07 060.7              | 92 51 3 640 065 – 0   | 0561/1976                                            | Бракуван 2012 г., продаден 2016 г. на „Depol“ sp. z o.o., Bydgoszcz, Полша, за кратко с № BR 232 052, действащ                                                                  |
| 07 – 61               | 07 061.5              | 07 061.5              | 92 52 0007 061 – 1    | 0562/1976                                            | БДЖ ТП-Русе |
| 07 – 62               | 07 062.3              | 07 062.3              |                       | 0563/1976                                            | Бракуван |
| 07 – 63               | 07 063.1              | 07 063.1              | 92 52 0007 063 – 7    | 0564/1976                                            | Бракуван. Продаден на PIMK Rail през 2022 г. Участва в катастрофата край Локорско 15.01.2025 г. Вероятно ще бъде бракуван.                                                      |
| 07 – 64               | 07 064                | 07 064.9              |                       | 0565/1976                                            | Бракуван |
| 07 – 65               | 07 065.6              | 07 065.6              | 92 52 0007 065 – 2    | 0566/1976                                            | БДЖ ТП-Русе |
| 07 – 66               | 07 066.4              | 07 066.4              | –                     | 0567/1976                                            | Бракуван 2015 г. |
| 07 – 67               | 07 067.2              | 07 067.2              | 92 52 0007 067 – 8    | 0568/1976                                            | БДЖ ТП-Русе |
| 07 – 68               | 07 068.0              | 07 068.0              | 92 52 0007 068 – 6    | 0569/1976                                            | Бракуван |
| 07 – 69               | 07 069.8              | 07 069.8              | –                     | 0570/1976                                            | Бракуван 2016 г. |
| 07 – 70               | 07 070.6              | 07 070.6              | 92 52 00 07 070 – 2   | 0571/1976                                            | БДЖ ТП-Русе Продаден (2019 г.) на TOR-LOK Sp. Z o.o. Полша. За кратко челно с № челно с № BR231-070-2 От 2022 г. – в „Порт рейл“                                                |
| 07 – 71               | 07 071.4              | 07 071.4              |                       | 0572/1976                                            | Бракуван. БДЖ ТП-София |
| 07 – 72               | 07 072.2              | 07 072.2              |                       | 0573/1976                                            | Бракуван |
| 07 – 73               | 07 073.0              | 07 073.0              |                       | 0574/1976                                            | Бракуван |
| 07 – 74               | 07 074.8              | 07 074.8              |                       | 0575/1976                                            | Бракуван 2004 г., продаден в Полша (2015) за резервни части |
| 07 – 75               | 07 075.5              | 07 075.5              |                       | 0576/1976                                            | Бракуван |
| 07 – 76               | 07 076.3              | 07 076.3              | 92 52 14 07 076 – 3   | 0775/1977                                            | Спрян от движение. БДЖ ТП-Русе |
| 07 – 77               | 07 077.1              | 07 077.1              | 92 52 14 07 077 – 1   | 0776/1977                                            | Продаден на PIMK Rail, 2016 г., преминал КР през 2017 г. |
| 07 – 78               | 07 078.9              | 07 078.9              | 92 51 3 640 081 – 7   | 0777/1977                                            | Бракуван 2004 г., продаден 2015 г. на TOR-LOK Sp. Z o.o. (Полша) челно с № BR231-777, в момента (от 2020 г.) собственост на „Contero“ sp. z o.o.                                |
| 07 – 79               | 07 079.7              | 07 079.7              | –                     | 0778/1977                                            | Бракуван 2002 г., нарязан 2013 г. |
| 07 – 80               | 07 080.5              | 07 080.5              |                       | 0779/1977                                            | Бракуван 2012 г., продаден на „Depol“ sp. z o.o., Bydgoszcz, Полша |
| 07 – 81               | 07 081.3              | 07 081.3              | 92 52 00 07 081 – 9   | 0780/1977                                            | Бракуван, продаден в Полша на TOR-LOK Sp. Z o.o. (2019). Закупен от ПИМК Рейл в началото на 2024 г.                                                                             |
| 07 – 82               | 07 082.1              | 07 082.1              | –                     | 0781/1977                                            | Бракуван 2012 г., продаден на „Depol“ sp. z.o.o., Bydgoszcz, Полша нарязан (2020 г.)                                                                                            |
| 07 – 83               | 07 083.9              | 07 083.9              |                       | 0782/1977                                            | Бракуван |
| 07 – 84               | 07 084.7              | 07 084.7              |                       | 0783/1977                                            | Бракуван |
| 07 – 85               | 07 085.4              | 07 085.4              |                       | 0784/1977                                            | Бракуван, продаден 2015 г. в Полша на TOR-LOK Sp. Z o.o. |
| 07 – 86               | 07 086.2              | 07 086.2              | 92 52 14 07 086 – 2   | 0785/1977                                            | Продаден на PIMK Rail, 2016 г. |
| 07 – 87               | 07 087.0              | 07 087.0              | 92 52 0007 087 – 6    | 0786/1977                                            | Спрян от движение. БДЖ ТП-Русе |
| 07 – 88               | 07 088.8              | 07 088.8              |                       | 0787/1977                                            | Бракуван |
| 07 – 89               | 07 089.6              | 07 089.6              | –                     | 0788/1977                                            | Бракуван 2002 г. |
| 07 – 90               | 07 090.4              | 07 090.4              | –                     | 0789/1977                                            | Бракуван 2012 г., продаден на „Depol“ sp. z.o.o., Bydgoszcz, Полша нарязан юни 2018 г.                                                                                          |
| –                     | 07 – 1917             | 07 091.2              | 92 52 0007 091 – 8    | 0510/1975 0554/1976                                  | Възстановен от ČSD – T679.2001 и T679.2002 в депо Г. Оряховица |
|                       |                       |                       |                       |                                                      | |
| DR 132 076-1          | DB 232 076-0          | DB 233 076-9          | 92 80 1233 076 – 9    | 0291/1974                                            | Закупен през януари 2022 г. от „Евроинженеринг“ ЕООД Ст. Загора преномериран 92 52 0007 176 - 9                                                                                 |
| DR 132 118-1          | DB 232 118-0          | DB 233 118-9          | 92 80 1233 118 – 9    | 0334/1974                                            | Закупен през септември 2023 г. от „Евроинженеринг“ ЕООД Ст. Загора преномериран 92 52 0007 118 - 9                                                                              |
| DR 132 151-2          | DB 232 151-1          | DB 233 151-0          | 92 80 1233 151 – 0    | 0370/1974                                            | Закупен през 2022 г. от „Евроинженеринг“ ЕООД Ст. Загора преномериран 92 52 00 07 151 - 0                                                                                       |
| DR 132 206-4          | DB 232 206-3          | DB 233 206-2          | 92 80 1233 206 – 2    | 0419/1975                                            | Закупен през декември 2021 г. от „Евроинженеринг“ ЕООД Ст. Загора преномериран 92 52 00 07 206-2                                                                                |
| DR 132 249-4          | DB 232 249-3          | DB 233 249-2          | 92 80 1233 249 – 2    | 0462/1975                                            | Закупен през декември 2021 г. от „Евроинженеринг“ ЕООД Ст. Загора преномериран 92 52 00 07 249-2                                                                                |
| DR 132 264-3          | DB 232 264-2          | DB 233 264-1          | 92 80 1233 264 – 1    | 0477/1975                                            | Закупен през 2022 г. от „Евроинженеринг“ ЕООД Ст. Загора преномериран 92 52 00 07 264 - 1                                                                                       |
| DR 132 295-7          | DB 232 295-6          | DB 233 295-5          | 92 80 1233 295 – 5    | 0506/1975                                            | Закупен през октомври 2023 г. от „Евроинженеринг“ ЕООД Ст. Загора преномериран 92 52 00 07 295 - 5                                                                              |
| DR 132 306-2          | DB 232 306-1          | DB 233 306-0          | 92 80 1233 306 – 0    | 0522/1975                                            | Закупен през ноември 2021 г. от „Евроинженеринг“ ЕООД Ст. Загора преномериран 92 52 00 07 306-0                                                                                 |
| DR 132 367-4          | DB 232 367-3          | DB 233 367-2          | 92 80 1233 367 – 2    | 0603/1976                                            | Закупен на 04.12.2020 г. от „ТСВ“ ЕАД София преномериран 92 52 00 07 367-2 |
| DR 132 450-8          | DB 232 450-7          | DB 233 450-6          | 92 80 1233 450 - 6    | 0662/1976                                            | Закупен през 2022 г. от „Евроинженеринг“ ЕООД Ст. Загора преномериран 92 52 0007 450-6 През декември 2023 г. продаден в Германия Върнат му е стария номер, челно запазва 07-450 |
| DR 132 616-4          | DB 232 616-3          | DB 233 616-2          | 92 80 1233 616 – 2    | 0897/1979                                            | Закупен през 2022 г. от „Евроинженеринг“ ЕООД Ст. Загора преномериран 92 52 0007 616 - 2                                                                                        |
| DR 132 622-2          | DB 232 622-1          | DB 233 622-0          | 92 80 1233 622 – 0    | 0903/1980                                            | Закупен през 2023 г. от „Евроинженеринг“ ЕООД Ст. Загора преномериран 92 52 0007 622 - 0                                                                                        |

## В другите железопътни администрации

### В Германия
Локомотивите представляват основната част от магистралния дизелов парк на железопътната администрация на ГДР DR – 876 броя. Поръчани са за производство на завода в Луганск няколко модификации на базовата серия ТЕ109:
- 82 броя серия DR 130 (след обединението – DB 230), скорост 140 км/ч, без генератор за влаково отопление;
- 79 броя серия DR 131 (DB 231), скорост 100 км/ч, за товарни влакове (без генератор, еднакви със серия 07.000 на БДЖ);
- 709 броя серия DR 132 (DB 232), скорост 120 км/ч, за товарни и пътнически влакове, с генератор;
- 6 броя серия DR 142 (DB 242), скорост 100 км/ч, с увеличена мощност. На този локомотив е монтиран един от най-мощните дизелови двигатели в Европа по това време (4000 к.с.).

На базата на тези локомотиви са образувани още и следните серии и подсерии:
- DR 131.1 – образувана след смяна талигите на повечето локомотиви от серия DR 130 за скорост от 100 км/ч и получаване на по-голяма теглителна сила;
- DВ 232.9 – няколко локомотива от серия DВ 234, върнати на 120 км/ч;
- DВ 233 – образувана след подмяна двигателите поради износване на серия DВ 232 в двигателния завод в Коломна;
- DВ 234 – образувана след подмяна на талигите и редукторите на DВ 232 за скорост 140 км/ч.

След Обединението на Германия и железопътните администрации DR и DB и последвалото им закупуване от различни собственици започват да возят влакове и в западната част на Германия, Холандия, Полша и други държави.
Част от локомотивите, доставени за DR (DB серия 232), собственост на подразделението на ДБ Карго в България се използват в България:
| Фабр. номер | Експл. номер в DR | Експл. номер в DВ | Експлоатационен номер в България | Експлоатационен номер в България |
| Фабр. номер | Експл. номер в DR | Експл. номер в DВ | Първоначално (2010 – 2017 г.)    | след 2017 г.                     |
| ----------- | ----------------- | ----------------- | -------------------------------- | -------------------------------- |
| 0212/1973   | 132 022 – 5       | 232 022 – 4       | 232 022 – 4                      |                                  |
| 0479/1975   | 132 265 – 0       | 232 265 – 9       | 92 52 0232 265 – 5               |                                  |
| 0647/1976   | 132 411 – 0       | 232 411 – 9       | 92 52 0232 411 – 5               | 92 52 11 07 411 – 5              |
| 0881/1979   | 132 600 – 8       | 232 600 – 7       | 92 52 0232 600 – 3               | 92 52 11 07 600 – 3              |
| 0894/1979   | 132 613 – 1       | 232 613 – 0       | 92 52 0232 613 – 6               | 92 52 11 07 613 – 6              |
| 0945/1981   | 132 663 – 6       | 232 663 – 5       | 92 52 0232 663 – 1               | 92 52 11 07 663 – 1              |
| 0959/1981   | 132 678 – 4       | 232 678 – 3       | 92 52 0232 678 – 9               | 92 52 11 07 678 – 3              |

През декември 2021 г. е закупен един от локомотивите серия DR 142, доставени за DR (DB серия 242), а през юни 2022 г. още 5 серия DR 132 (DB серия 232) от „Булмаркет рейл карго“ ЕООД - Русе. Последните пет броя са ремоторизирани през 2000 г. с двигател „Caterpillar“ тип CAT 3606ː
| Фабр. номер | Експл. номер в DR | Експл. номер в DВ | Експл. номер в DВ (от 2014 г.) | Експлоатационен номер в България                               | Бележки                                   |
| ----------- | ----------------- | ----------------- | ------------------------------ | -------------------------------------------------------------- | ----------------------------------------- |
| 0372/1974   | 132 155 – 3       | 232 155 – 2       | 92 80 1232 155 – 2             | 92 72 2662 001-5 (ще работи в Сърбия) за "Global neologistics" | От 2000 до 2016 г. носи и номер V 300 005 |
| 0636/1976   | 132 404 – 5       | 232 404 – 4       | 92 80 1232 404 – 4             | 92 72 2662 005-6 (Сърбия, "Global neologistics")               | От 1997 до 2016 г. носи и номер V 300 001 |
| 0640/1976   | 132 405 – 2       | 232 405 – 1       | 92 80 1232 405 – 1             | 92 72 2 662 004-9 (Сърбия, "Global neologistics")              | От 1997 до 2016 г. носи и номер V 300 002 |
| 0664/1976   | 132 429 – 2       | 232 429 – 1       | 92 80 1232 429 – 1             | 92 72 2662 002-3 (Сърбия, "Global neologistics")               | От 2000 до 2016 г. носи и номер V 300 004 |
| 0965/1981   | 132 684 – 2       | 232 684 – 1       | 92 80 1232 684 – 1             | 92 72 2662 003-1 (Сърбия, "Global neologistics")               | От 1997 до 2016 г. носи и номер V 300 003 |
| 10002/1977  | 142 002 – 5       | 242 002 – 4       | 92 80 0232 002 – 8             | 92 52 0007 102-3                                               | От 2000 до 2002 г. носи и номер W 232.02  |

### В Чехия и Словакия
През 1971 г. са закупени два локомотива за тестове, еднакви с локомотивите серия DR 131 и серия 07.000 на БДЖ. Дава им се серия и номера T679.2001 и 2002. След серия от проби, преценени като неуспешни, локомотивите са изоставени с редица неизправности. Закупени са от БДЖ на старо и от двата е възстановен един брой през 1984 г., на който е даден експлоатационен номер 07 – 1917. От 1991 г. е преномериран на 07 091.2.

### В СССР
Произвеждани са за СЖД и основно за предприятия от системата на Министерството на цветната металургия в СССР. Според необходимостта междурелсието е 1520 и 1435 мм. Вариантите на базовия модел ТЕ109 и серията, която им е дадена са:
- ТЭ125 – за скорост 140 км/ч – 1 брой, мощност – 4000 к.с.;
- ТЭ129 – за скорост 120 км/ч – 7 броя, мощност – 4000 к.с.;
- 2ТЭ109 – двусекционен локомотив – 3 броя.

## Информация
BR232.com